# Tefnakht II
Tefnakht II (ou Stéphinates, nom que donne l'historien antique Manéthon) est le roi « gouverneur » de Saïs, de 680 à 672 av. J.-C., et est à l'origine de la XXVIe dynastie. Il descendrait de la XXIVe dynastie, dont il partage le nom du père, Tefnakht qui n'aurait jamais été roi, de son seul premier représentant Bakenranef.

## Attestations
Manéthon le cite en tant que second roi de la XXVIe dynastie.
Il est attesté, selon Kim Ryholt et Frédéric Payraudeau, par la stèle, aujourd'hui à Athènes, de l'an 8 du roi Shepsesrê Tefnakht. Cette stèle est en effet rapprochée à une stèle de l'an 2 de Nékao Ier pour des raisons stylistiques, ce qui indiquerait que ces deux stèles sont proches dans le temps, et donc permettrait d'affecter cette stèle d'Athènes à Tefnakht II et non à Tefnakht Ier, le gouverneur de Saïs.

## Généalogie
Il est possible qu'il soit un descendant de Tefnakht Ier et de Bakenranef.
Son épouse est inconnue mais il a au moins un fils, Nékao Ier. Il est possible qu'il est également une fille en la personne de Tashérytentaihet, épouse du prince d'Héracléopolis et chef de flotte Padiaset (fils d'Ânkhshéshonq) et possible mère de de Samtoutefnakht, successeur de Padiaset sous le règne de Psammétique Ier.

## Règne
Manéthon le présente comme le successeur d'Ammeris, un Nubien. En réalité, Ammeris semble être un gouverneur, et non un roi, installé à Saïs par le pouvoir koushite. Toutefois, rapidement, un pouvoir égyptien aurait repris le contrôle de la ville et de la région (incluant Bouto) en la personne de Tefnakht II. Il a régné pendant 8 ans sur un territoire recouvrant au moins l'ouest du Delta. L'étendu exact de ce territoire est inconnue, mais il est possible que la stèle d'Athènes vienne de Mostaï dans le centre du Delta. Le territoire contrôlé par Tefnakht était donc peut-être plus grand que l'ouest du Delta.
Son règne est contemporain de celui de Taharqa et lança le début de l'indépendance du Delta vis-à-vis du pouvoir koushite de la XXVe dynastie, prélude à la réunification du pays sous un pouvoir égyptien unifié en la personne de son petit-fils Psammétique Ier.